# (7095) Lamettrie
(7095) Lamettrie ist ein Asteroid des äußeren Hauptgürtels, der am 22. September 1992 vom belgischen Astronomen Eric Walter Elst am La-Silla-Observatorium (IAU-Code 809) der Europäischen Südsternwarte (ESO) in Chile entdeckt wurde.
Der Himmelskörper wurde nach dem französischen Arzt, Schriftsteller, Pamphletist und radikalaufklärerischen philosophe des Lumières Julien Offray de La Mettrie (1709–1751) benannt, der vor allem durch sein konsequent mechanistisch-materialistisches Menschenbild Bekanntheit erlangte, weswegen er als enfant terrible, als „Prügelknabe der französischen Aufklärung“ galt.